# Johnny Get Your Hair Cut

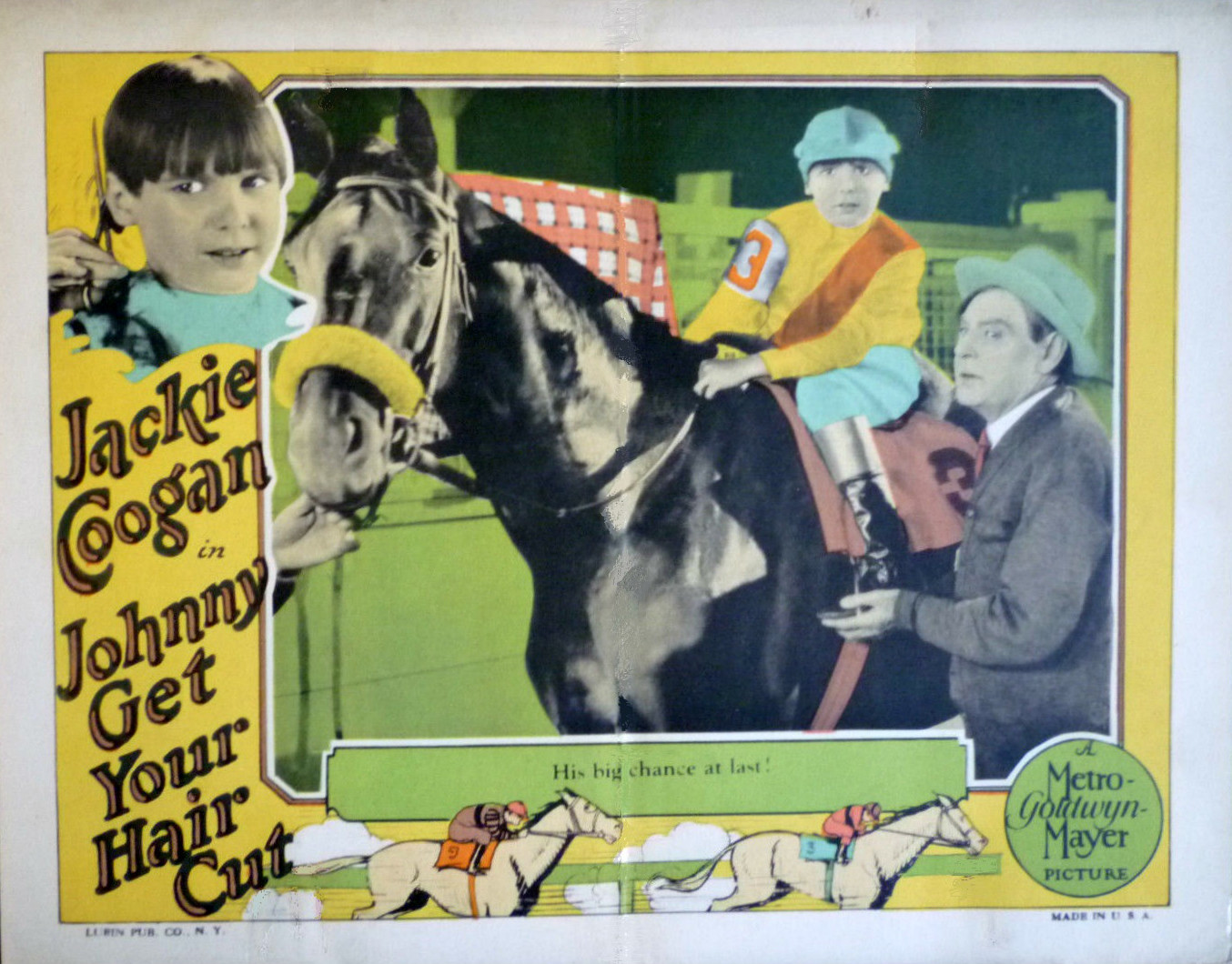
Carte promotionnelle de Johnny Get Your Hair Cut

Johnny Get Your Hair Cut est un film américain réalisé par B. Reeves Eason et Archie Mayo, sorti en 1927.

## Fiche technique
- Réalisation : B. Reeves Eason et Archie Mayo
- Scénario : Gerald Beaumont, Florence Ryerson, Ralph Spence
- Photographie : Frank B. Good
- Montage : Sam Zimbalist
- Durée : 7 bobines[1]
- Distributeur : Metro-Goldwyn-Mayer
- Date de sortie : 15 janvier 1927

## Distribution
- Jackie Coogan : Johnny O'Day
- Harry Carey
- James Corrigan : Pop Slocum
- Maurice Costello : Baxter Ryan
- Bobby Doyle : Bobby Dolin
- Knute Erickson : Whip Evans
- Pat Hartigan : Jiggs Bradley
- Mattie Witting : Mother Slap